# Llançador múltiple de míssils balístics
El Missile Shower System ( persa: سامانه تیربار موشکی ) és un llançador de míssils balístics múltiples automatitzat i muntat en rails dissenyat per permetre el llançament ràpid de míssils balístics d'abast mitjà (MRBM) des de les sitges subterrànies de míssils de l'Iran. Cada sistema té la capacitat de transportar i disparar cinc míssils guiats amb precisió Emad amb un abast de 1700 km i ogives maniobrables tal com es mostra a la cerimònia d'inauguració. El sistema ha estat construït per la Força Aeroespacial del Cos de la Guàrdia Revolucionària Islàmica (IRGC) i es va presentar el 4 de novembre de 2020.

## Visió general
Cada sistema consisteix en un vagó muntat en ferrocarril amb la capacitat de transportar verticalment cinc míssils, la "revista" de míssils estibada verticalment després porta els grups de míssils a les seves posicions de llançament per a un llançament ràpid i consecutiu des de la sitja subterrània. Aquest sistema és el primer d'aquest tipus i no té paral·lels en cap altre lloc del món en els arsenals de míssils d'altres països.
El sistema llançador múltiple ofereix diversos avantatges en comparació amb el mètode convencional de llançar un únic míssil des d'una única sitja alhora:
1. En un escenari de guerra total, especialment lluitant contra un enemic amb superioritat aèria (per exemple, els EUA), quan les sitges subterrànies només poden llançar míssils d'un en un, només poden llançar uns quants míssils abans de ser detectats i colpejats per un contraatac. El sistema de carregador de míssils permet a l'Iran llançar molts més míssils abans de qualsevol possible represàlia.[6]
2. Permet a l'Iran aclaparar els sistemes de defensa antimíssils enemics amb un ràpid bombardeig d'un gran nombre de míssils balístics d'abast mitjà.[5][6]
3. Atès que els míssils de les seves plataformes individuals estan preparats per disparar, no cal tornar a carregar llançadors individuals amb una grua o un transcarregador, emmagatzemant així els míssils de manera més eficient i ocupant menys espai al lloc.[5][7]

S'ha descobert que una base de míssils d'aquest tipus està en construcció a prop de Khorgo, província d'Hormozgan.

## Presentació
El "Missile Shower System" iranià va ser presentat el 4 de novembre de 2020 pel comandant de l'Exèrcit dels guàrdies de la revolució islàmica, el general de comandament Hossein Salami. Salami va dir en l'esmentada cerimònia de presentació: "El nostre poder de míssils garanteix la retirada dels enemics (de la regió)". També va afegir: les nostres capacitats de dissuasió i defensa proporcionen a l'Iran un gran poder que dona suport al país per demostrar la seva voluntat política i imposar-la a l'enemic si cal.